# 카렐리야 지협

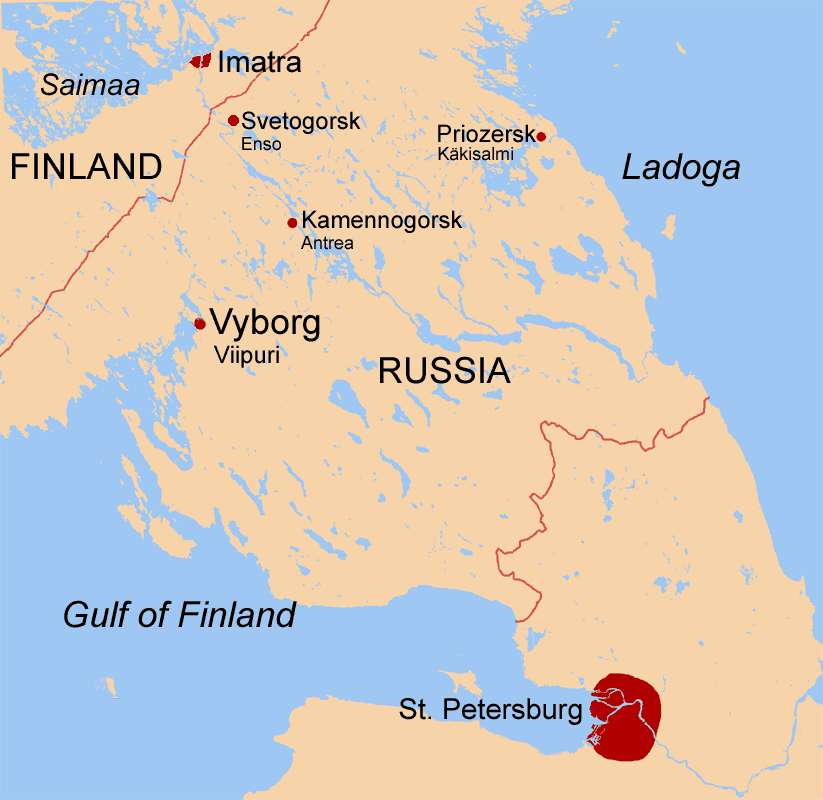
카렐리야 지협

카렐리야 지협(Karelian Isthmus)은 러시아 서북부 레닌그라드주 부근, 카렐리야 지역의 지협이다.